# 马罗勒莱巴伊
马罗勒莱巴伊（法語：Marolles-lès-Bailly，法語發音：[maʁɔl lɛ baji]）是法国奥布省的一个市镇，位于该省中南部，属于特鲁瓦区。

## 地理
马罗勒莱巴伊（48°11'5"N, 4°20'43"E）面积4.4 平方千米，位于法国大東部大區奥布省，该省份为法国中北部省份，北起马恩省，西接塞纳-马恩省，西南至约讷省，东南至科多尔省，东临上马恩省。
与马罗勒莱巴伊接壤的市镇（或旧市镇、城区）包括：布尔吉尼翁、巴尔斯河畔布列勒、绍富尔莱巴伊、弗拉利涅、巴尔斯河畔蒙特勒伊、波利尼、维利昂特罗德。

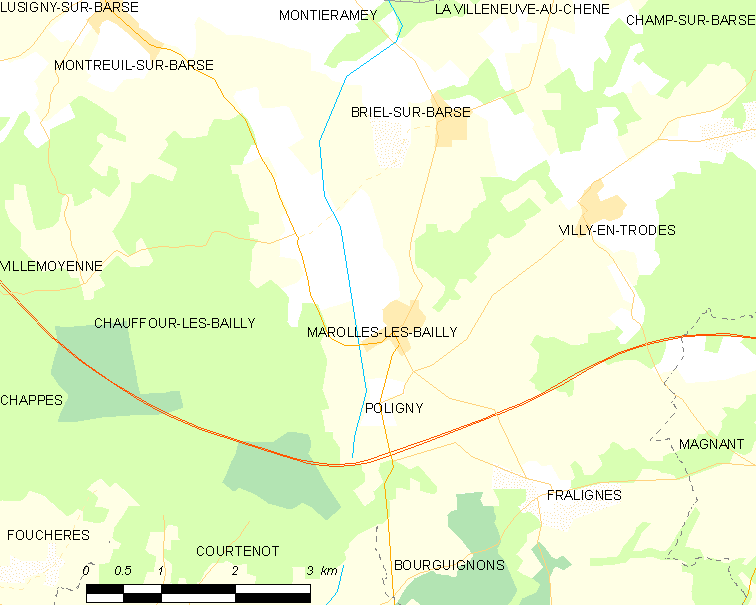
马罗勒莱巴伊的OSM定位图

马罗勒莱巴伊的时区为UTC+01:00、UTC+02:00（夏令时）。

## 行政
马罗勒莱巴伊的邮政编码为10110，INSEE市镇编码为10226。

## 政治
马罗勒莱巴伊所属的省级选区为塞纳河畔巴尔县。

## 人口

1962-2008年间马罗勒莱巴伊人口变化图示

马罗勒莱巴伊于2022年1月1日时的人口数量为120人。